# 長岡市立寺泊中学校
長岡市立寺泊中学校（ながおかしりつ てらどまりちゅうがっこう）は、新潟県長岡市寺泊吉に所在する公立中学校。

## 概要
1996年に開校。通称は寺中（てらちゅう）。

## 沿革
- 1996年4月1日 - 旧寺泊中学校・大河津中学校を統合、寺泊町立寺泊中学校として開校。[1]
- 2006年1月1日 - 長岡市への編入合併に伴い現校名に改称。

## 通学区域
旧寺泊町域に相当。進学前小学校も述べる。
- 長岡市立寺泊小学校
  - 寺泊長峯、寺泊金山、寺泊田ノ尻、寺泊花立、寺泊松沢町、寺泊香清水、寺泊横掛、寺泊小川町、寺泊上荒町、寺泊二ノ関、寺泊烏帽子平、寺泊上片町、寺泊片町、寺泊大町、寺泊上田町、寺泊赤坂、寺泊荒町、寺泊名子山、寺泊一里塚、寺泊下荒町、寺泊鼠山、寺泊蔵場町、寺泊七曲、寺泊円上寺山、寺泊殿林、寺泊坂井町、寺泊一枚田、寺泊磯町、寺泊敷ノ川、寺泊越ノ浦、寺泊蟹沢、寺泊千駄越、寺泊庚塚、寺泊雨池、寺泊湊町、寺泊小屋場、寺泊藪田、寺泊切替、寺泊下窪田、寺泊箕輪、寺泊白岩、寺泊大和田、寺泊郷本、寺泊志戸橋、寺泊山田、寺泊松田、寺泊明ケ谷、寺泊吉、寺泊円上寺、寺泊大地、寺泊引岡、寺泊戸崎、寺泊京ケ入、寺泊本山、寺泊本弁、寺泊弁才天、寺泊川崎、寺泊下曽根、寺泊中曽根、寺泊蛇塚、寺泊当新田（島崎川より左岸）、寺泊竹森（島崎川より左岸）、寺泊野積
- 長岡市立大河津小学校
  - 寺泊岩方、寺泊仁カ村外新田、寺泊田尻、寺泊矢田、寺泊入軽井、寺泊町軽井、寺泊平野新村新田、寺泊高内、寺泊求草、寺泊万善寺、寺泊敦ケ曽根、寺泊北曽根、寺泊新長、寺泊小豆曽根、寺泊竹森（島崎川より右岸）、寺泊鰐口、寺泊下桐、寺泊硲田、寺泊木島、寺泊五分一、寺泊有信、寺泊下中条、寺泊当新田（島崎川より右岸）、寺泊田頭、寺泊夏戸、寺泊年友

## 出身者
- 加藤俊徳（医学博士）